# Chrysopogon aucheri
Chrysopogon aucheri är en gräsart som först beskrevs av Pierre Edmond Boissier, och fick sitt nu gällande namn av Otto Stapf. Chrysopogon aucheri ingår i släktet Chrysopogon och familjen gräs. Inga underarter finns listade i Catalogue of Life.